# تومولی سیکین
تومولی‌های سیکین تپه‌های باستانی دفنی هستند که در بخش دیوربل واقع در منطقه دیوربل، سنگال قرار دارند. این منطقه و شهر دیوربل، جزئی از پادشاهی باستانی باول بوده‌اند.

## هدف
در این منطقه، تومولوس به عنوان تپه دفن برای سران قبایل استفاده می‌شد. پس از درگذشت یک رئیس، اعضای دیگر دربار او به همراه اشیاء ارزشمند مانند مبلمان و ابزارهای مختلف در این تپه دفن می‌شدند. این مراسم نمادی از جایگاه و اهمیت بالای رئیس در زندگی و پس از مرگ بود.این تدفین‌ها و اشیاء همراه در کلبهٔ رئیس قرار می‌گرفتند و سپس با خاک و سنگ پوشانده می‌شدند. هزاران تپه دفن مشابه در سنگال وجود دارد که تومولوس‌های سیکین، بزرگ‌ترین و پرتراکم‌ترین آن‌ها را در بر می‌گیرند. این تپه‌های دفنی نمادهای بزرگ‌داشتی از احترام و جایگاه والای سران قبایل در دوران باستان بوده‌اند.